# 994
Anul 994 (CMXCIV) a fost un an al calendarului iulian.

## Nașteri
- Ibn Hazm, savant arab din Córdoba (d. 1064)

## Decese
- 10 iulie: Leopold I, Margraf al Austriei margraf al Austriei (n. 940)
- decembrie: Sancho al II-lea de Pamplona  (n. 936)
- 8 iulie: Richarda de Sualafeldgau soția margrafului Leopold I de Babenberg (n. 945)
- 28 august: Hadwiga de Suabia  (n. ?)